# 弓兵
弓兵，又称弓箭手，是以弓箭等作战爭装备的兵种，负责遠距離攻擊，有防禦作用。16世纪之後，出现了火枪而取代了弓箭。

## 簡介
弓是世界上最早出現的遠距離殺傷武器之一。所以弓兵在很早已經出現，并大規模用於戰爭。弓兵作為其中一種遠程兵種，經常在戰爭中出現，直到十六世紀火槍的面世，弓兵才逐漸被取代。

## 種類
- 長弓手

## 传说人物
- 罗宾汉
- 后羿

## 游戏
弓箭手作为一种职业，在以下游戏中出现：
- 魔兽争霸III：混乱之治
- 魔力寶貝
- 要塞：十字军东征
- 骑马与砍杀
- 奇迹
- 龍之谷
- Fate/stay night
- Fate/EXTRA

戰爭遊戲：
- 部落衝突
- 部落衝突:皇室戰爭

## 輕小說
- Fate/Zero
- 魔彈之王與戰姬